# Emanuel Schikaneder
Emanuel Schikaneder, noto anche come Johann Emanuel Schikaneder o J. E. Schikaneder (Straubing, 1º settembre 1751 – Vienna, 21 settembre 1812), è stato un attore teatrale, basso e librettista tedesco.
Deve la sua fama a Mozart, per il quale scrisse il libretto del Flauto magico (Die Zauberflöte), interpretando inoltre il personaggio di Papageno.

## Biografia
A Vienna fu direttore e impresario del Theater auf der Wieden, nel quale fu rappresentato per la prima volta proprio Il flauto magico di Wolfgang Amadeus Mozart, e si trovava nel quartiere della Wieden, zona allora periferica di Vienna.
Nel 1790 fu coautore del singspiel La pietra filosofale, della quale scrisse il libretto e parte delle musiche insieme a Franz Xaver Gerl, Johann Baptist Henneberg, Wolfgang Amadeus Mozart e Benedikt Schack, ognuno dei quali contribuì con un brano proprio. 

Membro della Massoneria di Vienna, nel 1791 scrisse il libretto de Il flauto magico  per il fratello massone Wolfgang Amadeus Mozart.